# Becquigny (Aisne)
Becquigny település Franciaországban, Aisne megyében. Lakosainak száma 263 fő (2022. január 1.). Becquigny Bohain-en-Vermandois, Prémont, Vaux-Andigny és Busigny községekkel határos.

## Népesség
A település népességének változása:
| Lakosok száma | 301  | 265  | 253  | 279  | 285  | 270  | 250  | 246  | 245  | 263  |
|               | 1968 | 1982 | 1990 | 2006 | 2013 | 2015 | 2017 | 2019 | 2020 | 2022 |